# Dolní Bory
Dolní Bory (německy Unter Borry, dříve Moravské Bory) je severozápadní část obce Bory v okrese Žďár nad Sázavou. V roce 2009 zde bylo evidováno 136 adres. V roce 2001 zde trvale žilo 369 obyvatel.
Dolní Bory je také název katastrálního území o rozloze 10,55 km2.

## Historie
První písemná zmínka o obci pochází z roku 1348. Vesnice Dolní a Horní Bory byly postupně spojeny novou výstavbou a v roce 1972 došlo i k jejich administrativnímu sloučení do jedné obce s názvem Bory.

## Pamětihodnosti
V centru Dolních Borů se nachází kostel svatého Jiljí.

## Mineralogická lokalita
Dolní Bory jsou významnou mineralogickou lokalitou, jejíž věhlas přesahuje hranice České republiky. V dole Hatě, nacházejícím se zhruba 1,5 km západně od okraje vsi, se až do roku 1972 těžil živec. Minerály z této lokality jsou zastoupeny v řadě muzeí. Proslulé jsou především krystalické odrůdy křemene, jako je záhněda či růženín, dále zde byl nalezen turmalín, skoryl, safír či andalusit. V roce 1975 byl na této lokalitě popsán nový minerál sekaninait. Mezi výjimečnější patří nálezy dumotieritu, oyamalitu nebo granátu Pokud jde o fosfáty, lze jmenovat monazit a apatit, augelit, scorzalit, Fe-Mn fosfáty zwieselit a vzácnější triplit, trifylín či sarkopsid. Karbonáty jsou zastoupeny dolomitem a sideritem. V žilách se vyskytovala i pestrá paleta rudních minerálů – wolframit, ilmenit, löllingit, pyrit, rutil, hematit, arzenopyrit, markazit, chalkopyrit nebo sfalerit. Vzácně se vyskytovaly i další minerály , jako např. symplesit, autunit, torbernit, cookeit, diaspor, anatas, sádrovec nebo hallotrichit. Na lokalitě v Dolních Borech bylo celkem popsáno 81 různých minerálů.
V roce 2009 vydala obec Bory knihu Josefa Staňka Minerály Borů a Cyrilova. Vzhledem ke své proslulosti je lokalita Hatě u Dolních Borů předmětem mimořádného zájmu sběratelů minerálů, což vede k jejímu ohrožení, ba přímo devastaci. V důsledku této devastace pegmatitové žíly i okolního lesa se lokalita, původně doporučená k ochraně, stává bezcennou.

## Turistika
Vesnicí Dolní Bory prochází trasa dálkové Mlynářské cyklostezky, která vede z Nového Města na Moravě přes Velké Meziříčí, Náměšť nad Oslavou a Vranov nad Dyjí až do rakouského Hardeggu. Poblíž kostela sv. Jiljí v centru Dolních Borů ji kolmo přetíná žlutě značená turistická cesta ze Skleného nad Oslavou do Netína. Návštěvníkům je v obci k dispozici menší turistická ubytovna.